# Faro alto di IJmuiden
Il faro alto di IJmuiden (in olandese Hoge vuurtoren van IJmuiden) è un faro circolare in ghisa di 35 metri d'altezza presso IJmuiden, una città portuale dei Paesi Bassi. Con il faro basso di IJmuiden forma una coppia di fari guida che segnalano l'IJgeul, l'ingresso dal Mare del Nord nel canale del Mare del Nord. Il faro ha 159 gradini, è sprovvisto di guardiano ed è chiuso al pubblico.

## Storia
Progettato da Quirinus Harder, fu costruito nel 1878 dalla D.A. Schretlen & Co, una compagnia di Leida. È monumento nazionale protetto (Rijksmonument).